# Áustria nos Jogos Olímpicos de Inverno de 2010

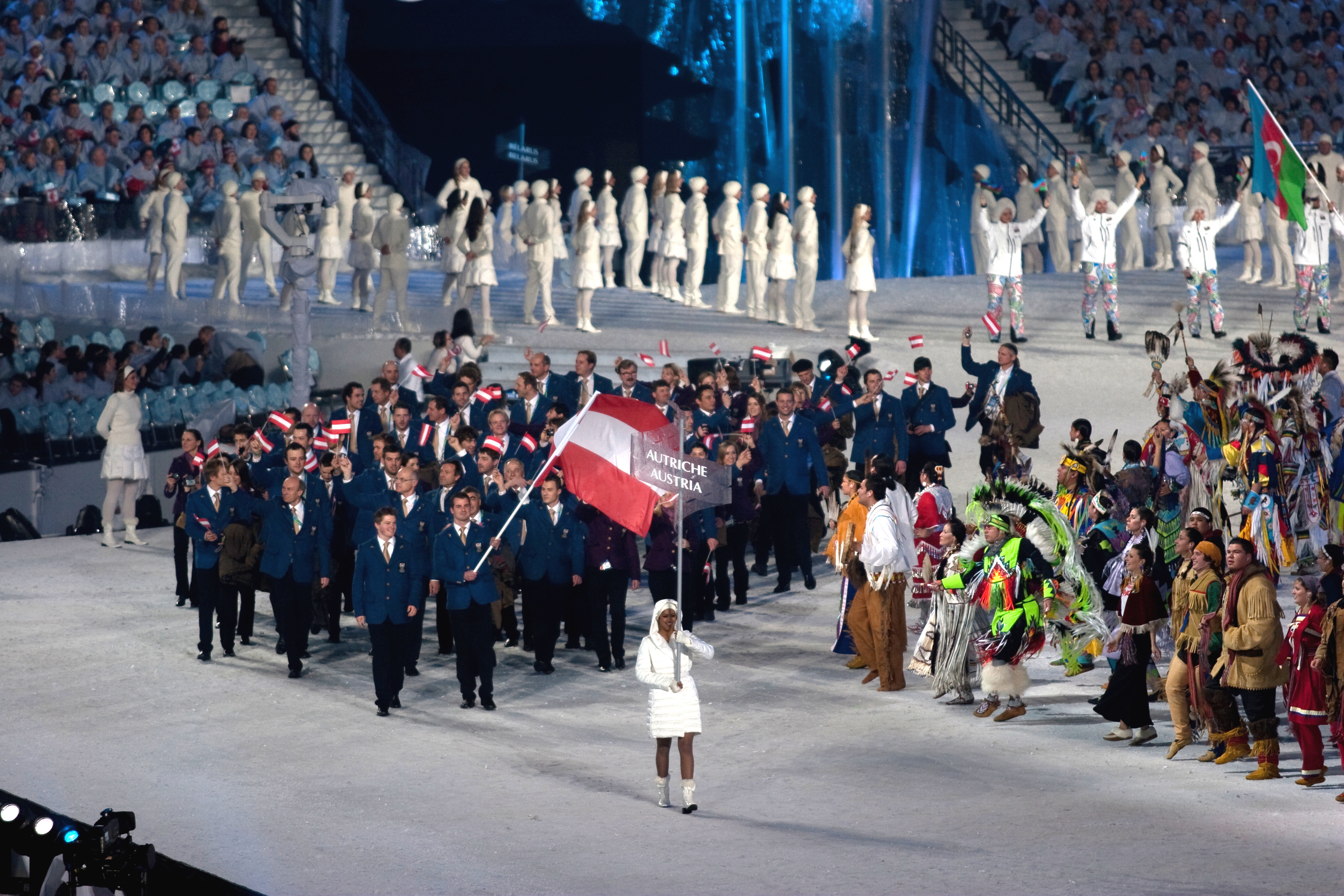
Delegação austríaca durante a cerimônia de abertura.

A Áustria participou dos Jogos Olímpicos de Inverno de 2010, realizados em Vancouver, no Canadá. O país esteve em todas as edições dos Jogos Olímpicos de Inverno.

### 

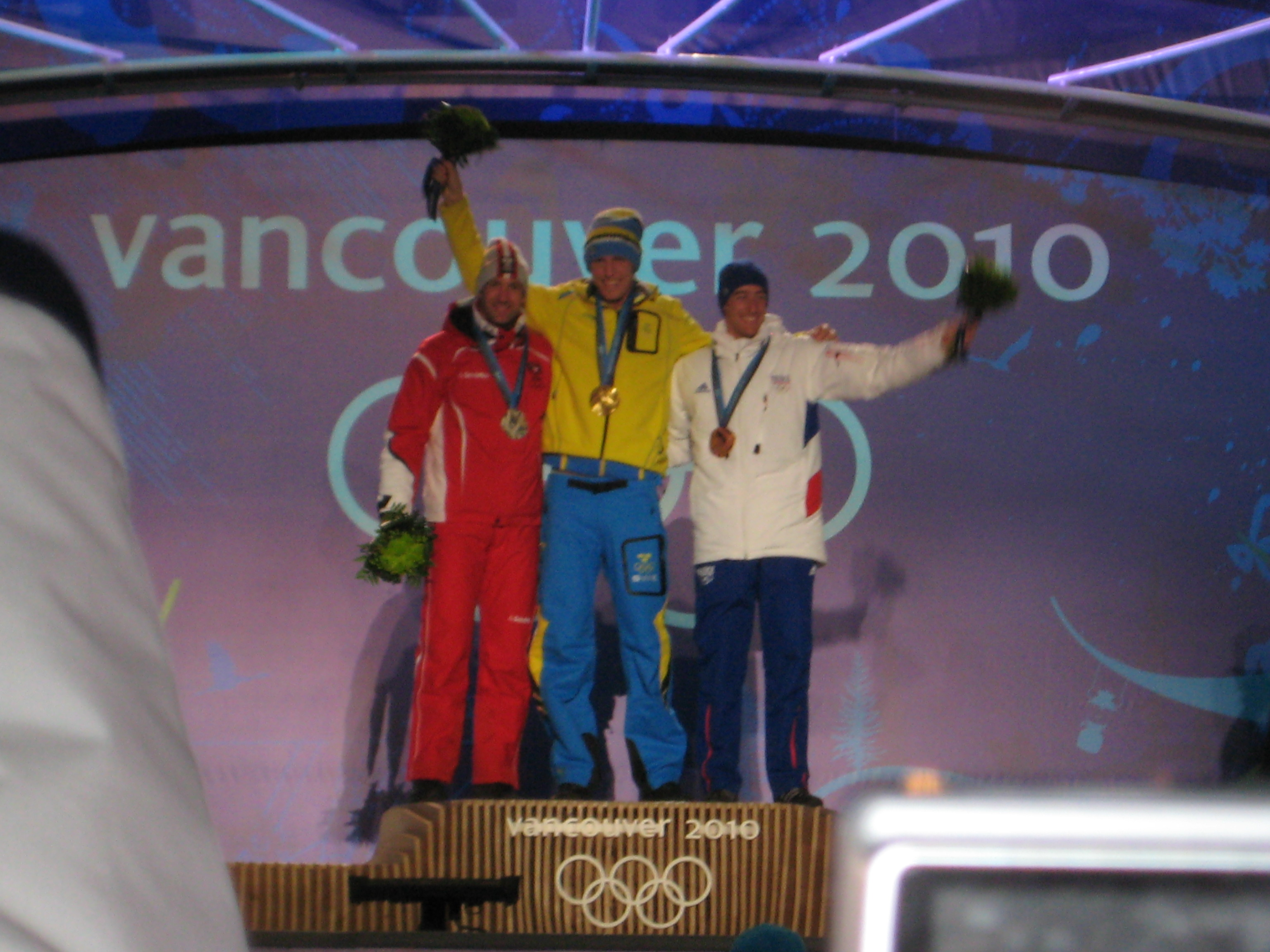
Christoph Sumann (esquerda) no pódio da perseguição masculina.

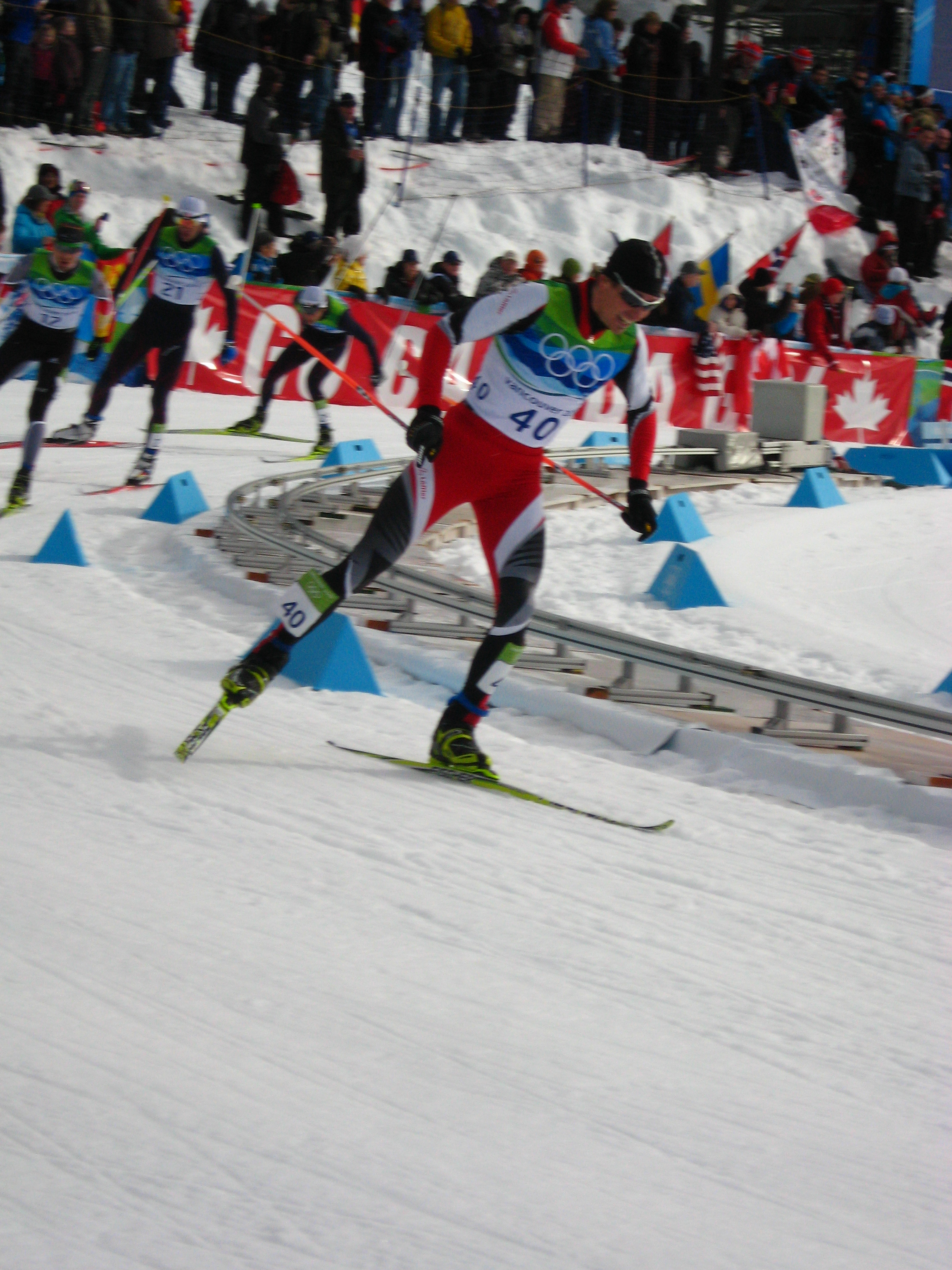
Felix Gottwald na disputa da prova individual pista longa.

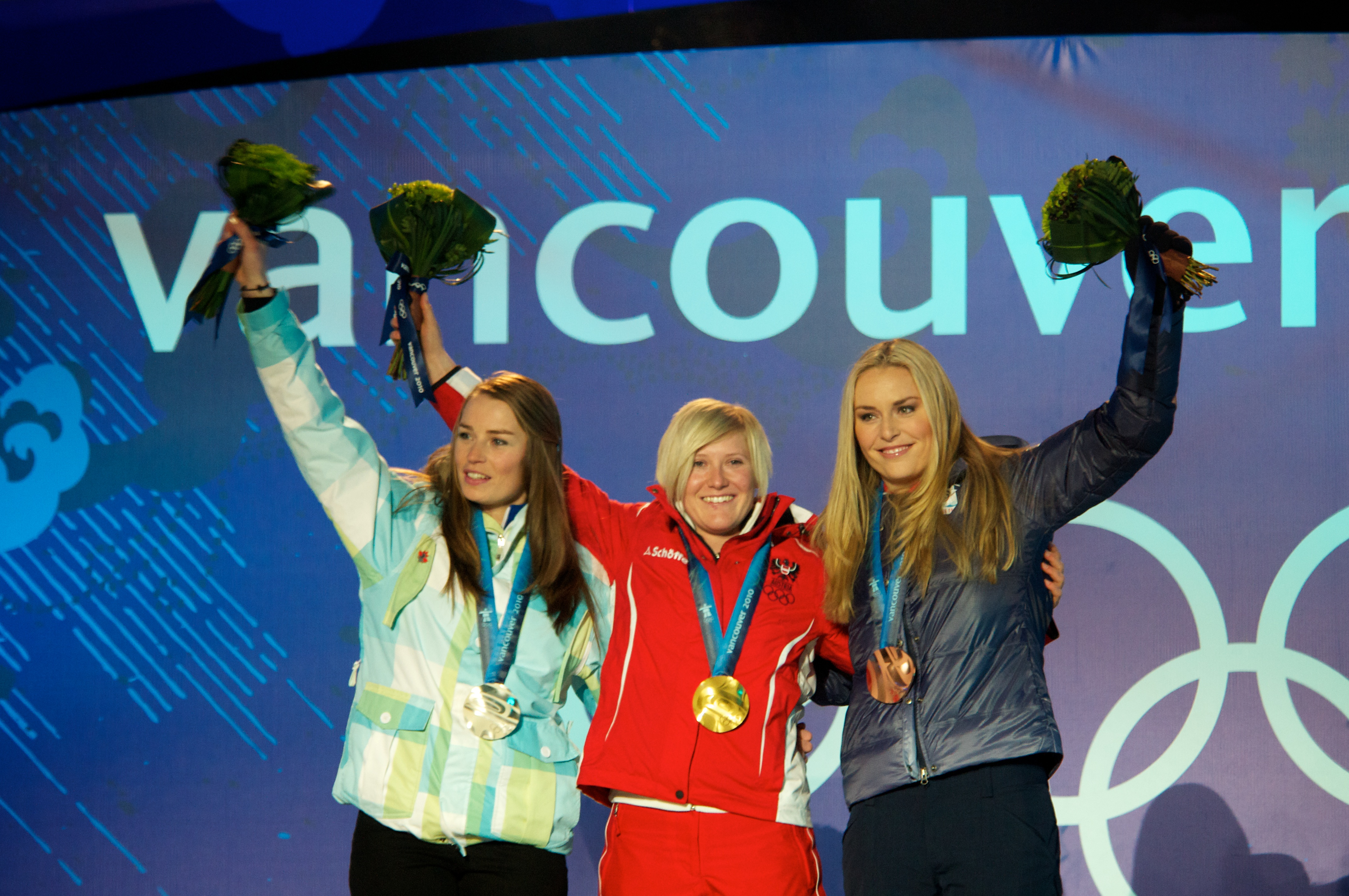
Andrea Fischbacher (centro) conquistou a medalha de ouro no Super-G.

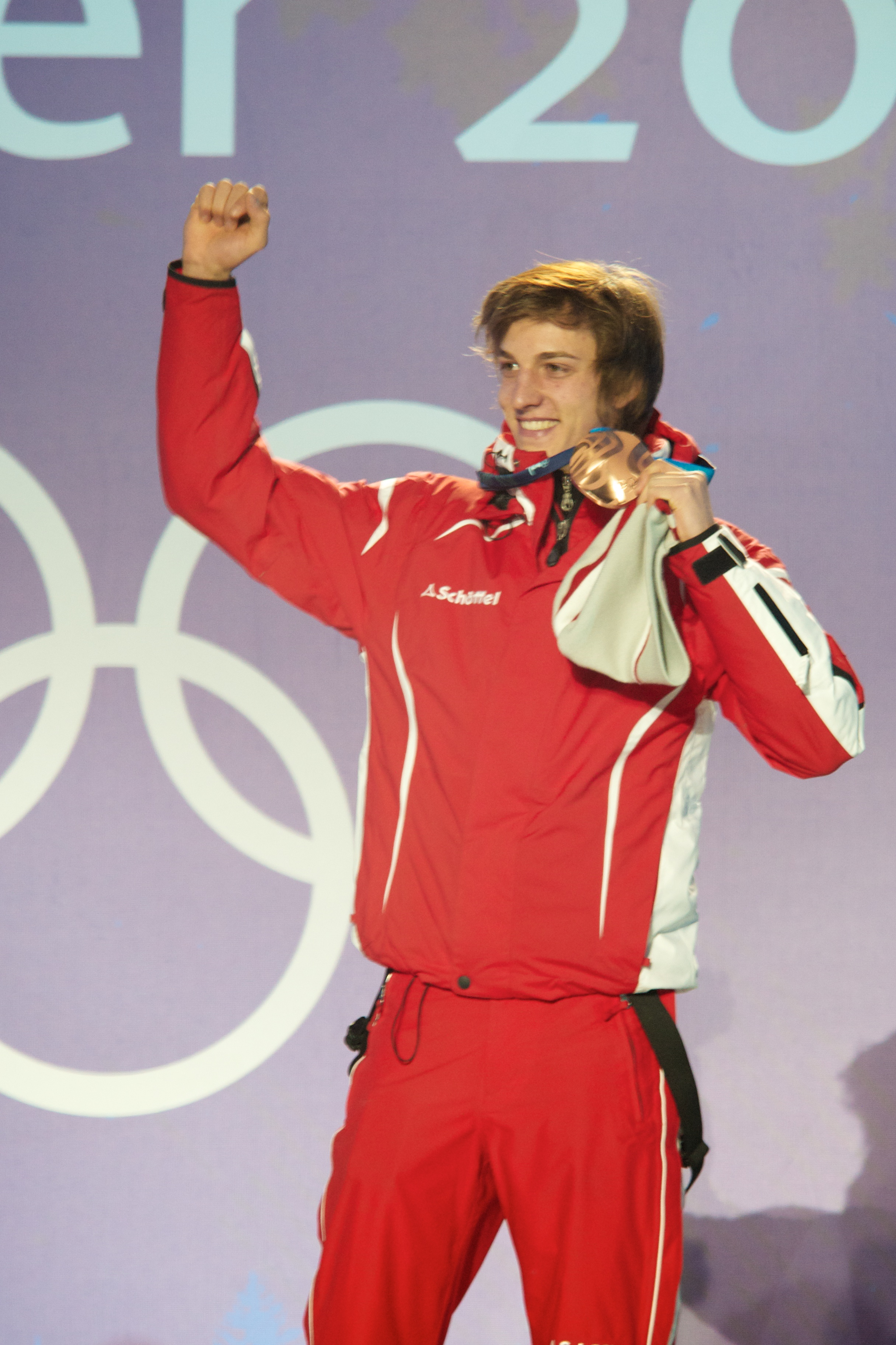
Gregor Schlierenzauer conquistou três medalhas em Vancouver.

## Medalhas
| Atleta                                                                  | Esporte            | Evento                            | Medalha |
| ----------------------------------------------------------------------- | ------------------ | --------------------------------- | ------- |
| Andreas Linger Wolfgang Linger                                          | Luge               | Duplas                            | Ouro    |
| Andrea Fischbacher                                                      | Esqui alpino       | Super-G feminino                  | Ouro    |
| Wolfgang Loitzl Andreas Kofler Thomas Morgenstern Gregor Schlierenzauer | Salto de esqui     | Pista longa por equipes           | Ouro    |
| Bernhard Gruber Felix Gottwald Mario Stecher David Kreiner              | Combinado nórdico  | Equipes                           | Ouro    |
| Christoph Sumann                                                        | Biatlo             | Perseguição masculino             | Prata   |
| Nina Reithmayer                                                         | Luge               | Individual feminino               | Prata   |
| Andreas Matt                                                            | Esqui estilo livre | Ski cross masculino               | Prata   |
| Simon Eder Daniel Mesotitsch Dominik Landertinger Christoph Sumann      | Biatlo             | Revezamento masculino             | Prata   |
| Marlies Schild                                                          | Esqui alpino       | Slalom feminino                   | Prata   |
| Benjamin Karl                                                           | Snowboard          | Slalom gigante paralelo masculino | Prata   |
| Gregor Schlierenzauer                                                   | Salto de esqui     | Pista normal individual           | Bronze  |
| Elisabeth Görgl                                                         | Esqui alpino       | Downhill feminino                 | Bronze  |
| Gregor Schlierenzauer                                                   | Salto de esqui     | Pista longa individual            | Bronze  |
| Elisabeth Görgl                                                         | Esqui alpino       | Slalom gigante feminino           | Bronze  |
| Bernhard Gruber                                                         | Combinado nórdico  | Individual pista longa            | Bronze  |
| Marion Kreiner                                                          | Snowboard          | Slalom gigante paralelo feminino  | Bronze  |

## Desempenho

### Biatlo
Masculino
| Atleta                                                             | Evento              | Final     | Final       | Final            |
| Atleta                                                             | Evento              | Tempo     | Penalidades | Posição          |
| ------------------------------------------------------------------ | ------------------- | --------- | ----------- | ---------------- |
| Simon Eder                                                         | Individual          | 49:41.7   | 2 (1+1+0+0) | 6º               |
| Simon Eder                                                         | Velocidade          | 25:32.2   | 0 (0+0)     | 11º              |
| Simon Eder                                                         | Perseguição         | 34:09.4   | 3 (0+0+2+1) | 4º               |
| Simon Eder                                                         | Largada coletiva    | 37:29.7   | 4 (0+0+2+2) | 25º              |
| Dominik Landertinger                                               | Individual          | 52:00.8   | 4 (0+2+1+1) | 23º              |
| Dominik Landertinger                                               | Velocidade          | 26:23.7   | 4 (2+2)     | 34º              |
| Dominik Landertinger                                               | Perseguição         | 35:06.7   | 3 (1+0+1+1) | 14º              |
| Dominik Landertinger                                               | Largada coletiva    | 36:09.7   | 4 (1+0+1+2) | 7º               |
| Daniel Mesotitsch                                                  | Individual          | 50:32.0   | 2 (0+1+0+1) | 9º               |
| Daniel Mesotitsch                                                  | Velocidade          | 26:45.3   | 2 (1+1)     | 45º              |
| Daniel Mesotitsch                                                  | Perseguição         | 36:56.0   | 4 (0+0+3+1) | 41º              |
| Daniel Mesotitsch                                                  | Largada coletiva    | 36:05.9   | 3 (0+1+0+2) | 5º               |
| Christoph Sumann                                                   | Individual          | 50:04.9   | 3 (0+2+0+1) | 8º               |
| Christoph Sumann                                                   | Velocidade          | 25:32.7   | 2 (2+0)     | 12º              |
| Christoph Sumann                                                   | Perseguição         | 33:54.9   | 2 (0+0+1+1) | Medalha de prata |
| Christoph Sumann                                                   | Largada coletiva    | 36:01.6   | 1 (0+1+0+0) | 4º               |
| Simon Eder Daniel Mesotitsch Dominik Landertinger Christoph Sumann | Revezamento 4x7,5km | 1:22:16.7 | 1+6 0+2     | Medalha de prata |

### Bobsleigh
Masculino
| Atleta                                                             | Evento  | Final      | Final      | Final      | Final      | Final   | Final |
| Atleta                                                             | Evento  | 1ª corrida | 2ª corrida | 3ª corrida | 4ª corrida | Total   | Pos.  |
| ------------------------------------------------------------------ | ------- | ---------- | ---------- | ---------- | ---------- | ------- | ----- |
| Wolfgang Stampfer Jürgen Mayer                                     | Duplas  | DSQ        | DSQ        | DSQ        | DSQ        | DSQ     | DSQ   |
| Jürgen Loacker Christian Hackl                                     | Duplas  | 52.55      | 52.86      | 52.73      | 52.64      | 3:30.78 | 18º   |
| Wolfgang Stampfer Christian Hackl Jürgen Mayer Johannes Wipplinger | Equipes | 53.64      | DNS        | DNS        | DNS        | DNS     | DNS   |

### Combinado nórdico
| Atleta                                                     | Evento            | Salto de esqui | Salto de esqui | Cross-country | Cross-country | Cross-country     |
| Atleta                                                     | Evento            | Pts            | Pos.           | Déficit       | Tempo         | Pos.              |
| ---------------------------------------------------------- | ----------------- | -------------- | -------------- | ------------- | ------------- | ----------------- |
| Christoph Bieler                                           | Pista normal 10km | 125.0          | 3°             | +0:42         | 1:26.9        | 25º               |
| Christoph Bieler                                           | Pista longa 10km  | 116.8          | 4º             | +0:41         | +48.8         | 10º               |
| Felix Gottwald                                             | Pista normal 10km | 102.5          | 41°            | +2:12         | +45.1         | 14º               |
| Felix Gottwald                                             | Pista longa 10km  | 78.8           | 40º            | +3:13         | +2:09.5       | 17º               |
| Mario Stecher                                              | Pista normal 10km | 122.5          | 7°             | +0:52         | +13.6         | 5º                |
| Mario Stecher                                              | Pista longa 10km  | 109.8          | 10º            | +1:09         | +48.2         | 8º                |
| David Kreiner                                              | Pista normal 10km | 117.5          | 20°            | +1:12         | +49.4         | 15º               |
| Bernhard Gruber                                            | Pista longa 10km  | 127.0          | 1°             | +0:00         | +10.8         | Medalha de bronze |
| Mario Stecher David Kreiner Bernhard Gruber Felix Gottwald | Equipes           | 479.9          | 3°             | +0:36         | 48:55.6       | Medalha de ouro   |

### Esqui alpino
Feminino
| Atleta               | Evento         | Corrida 1 | Corrida 2 | Total   | Pos.              |
| -------------------- | -------------- | --------- | --------- | ------- | ----------------- |
| Eva-Maria Brem       | Slalom gigante | 1:15.38   | 1:12.24   | 2:27.62 | 7º                |
| Anna Fenninger       | Downhill       |           |           | 1:49.95 | 25º               |
| Anna Fenninger       | Combinado      | 1:27.19   | 46.08     | 2:13.27 | 16º               |
| Anna Fenninger       | Super-G        |           |           | 1:22.30 | 16º               |
| Andrea Fischbacher   | Downhill       |           |           | 1:45.68 | 4º                |
| Andrea Fischbacher   | Super-G        |           |           | 1:20.14 | Medalha de ouro   |
| Elisabeth Görgl      | Downhill       |           |           | 1:45.65 | Medalha de bronze |
| Elisabeth Görgl      | Combinado      | 1:25.60   | 47.98     | 2:13.58 | 18º               |
| Elisabeth Görgl      | Super-G        |           |           | 1:21.14 | 5º                |
| Elisabeth Görgl      | Slalom         | 53.01     | 51.96     | 1:44.97 | 7º                |
| Elisabeth Görgl      | Slalom gigante | 1:15.12   | 1:12.13   | 2:27.25 | Medalha de bronze |
| Michaela Kirchgasser | Combinado      | 1:27.09   | 44.26     | 2:11.35 | 9º                |
| Michaela Kirchgasser | Slalom         | 52.31     | DNF       | DNF     | DNF               |
| Michaela Kirchgasser | Slalom gigante | 1:16.26   | 1:12.14   | 2:28.40 | 15º               |
| Regina Mader         | Downhill       |           |           | 1:47.53 | 14º               |
| Marlies Schild       | Slalom         | 51.40     | 51.92     | 1:43.32 | Medalha de prata  |
| Nicole Schmidhofer   | Super-G        |           |           | DNF     | DNF               |
| Kathrin Zettel       | Combinado      | 1:26.01   | 44.49     | 2:10.50 | 4º                |
| Kathrin Zettel       | Slalom         | 52.59     | 53.00     | 1:45.59 | 13º               |
| Kathrin Zettel       | Slalom gigante | 1:15.28   | 1:12.25   | 2:27.53 | 5º                |

Masculino
| Atleta              | Evento         | Corrida 1 | Corrida 2 | Total   | Pos. |
| ------------------- | -------------- | --------- | --------- | ------- | ---- |
| Romed Baumann       | Combinado      | DNF       | DNF       | DNF     | DNF  |
| Romed Baumann       | Slalom gigante | 1:17.29   | 1:21.51   | 2.38.80 | 5º   |
| Johann Grugger      | Downhill       |           |           | 1:55.81 | 22º  |
| Reinfried Herbst    | Slalom         | 49.23     | 51.55     | 1:40.78 | 10º  |
| Marcel Hirscher     | Slalom gigante | 1:17.48   | 1:21.04   | 2:38.52 | 4º   |
| Marcel Hirscher     | Slalom         | 48.92     | 51.28     | 1:40.20 | 5º   |
| Klaus Kröll         | Downhill       |           |           | 1:54.87 | 9º   |
| Zackary Lindler     | Super-G        |           |           | 1:42:00 | 25º  |
| Manfred Pranger     | Slalom         | DNF       | DNF       | DNF     | DNF  |
| Benjamin Raich      | Combinado      | 1:54.70   | 51.43     | 2:46.13 | 6º   |
| Benjamin Raich      | Super-G        |           |           | 1:31.35 | 14º  |
| Benjamin Raich      | Slalom         | 48.33     | 51.48     | 1:39.81 | 4º   |
| Benjamin Raich      | Slalom gigante | 1:17.66   | 1:21.17   | 2:38.83 | 6º   |
| Mario Scheiber      | Downhill       |           |           | 1:54.52 | 4º   |
| Mario Scheiber      | Super-G        |           |           | 1:31.93 | 20º  |
| Philipp Schörghofer | Slalom gigante | 1:18.37   | 1:21.00   | 2:39.37 | 12º  |
| Georg Streitberger  | Super-G        |           |           | 1:31.49 | 17º  |
| Georg Streitberger  | Combinado      | 1:55.55   | DNS       | DNS     | DNS  |
| Michael Walchhofer  | Downhill       |           |           | 1:54.88 | 10º  |
| Michael Walchhofer  | Super-G        |           |           | 1:32.00 | 21º  |

### Esqui cross-country
Feminino
| Atleta          | Evento                | Qualificatória | Qualificatória | Quartas-de-final | Quartas-de-final | Semifinal | Semifinal | Final       | Final       |
| Atleta          | Evento                | Tempo          | Pos.           | Tempo            | Pos.             | Tempo     | Pos.      | Tempo       | Pos.        |
| --------------- | --------------------- | -------------- | -------------- | ---------------- | ---------------- | --------- | --------- | ----------- | ----------- |
| Katerina Smutna | Velocidade            | 3:45.03        | 12º            | 3:40.5           | 2º               | 3:45.1    | 6º        | Não avançou | Não avançou |
| Katerina Smutna | Perseguição combinada |                |                |                  |                  |           |           | 42:50.3     | 29º         |
| Katerina Smutna | Largada coletiva      |                |                |                  |                  |           |           | 1:37:51.3   | 32º         |

### Esqui estilo livre
Feminino
| Atleta            | Evento | Preliminar | Preliminar | Final  | Final |
| Atleta            | Evento | Pontos     | Pos.       | Pontos | Pos.  |
| ----------------- | ------ | ---------- | ---------- | ------ | ----- |
| Margarita Marbler | Moguls | 23.77      | 8º         | 23.69  | 6º    |

| Atleta              | Evento    | Preliminar | Preliminar | Oitavas | Quartas     | Semifinal   | Final       | Final       |
| Atleta              | Evento    | Tempo      | Pos.       | Posição | Posição     | Posição     | Posição     | Pos.        |
| ------------------- | --------- | ---------- | ---------- | ------- | ----------- | ----------- | ----------- | ----------- |
| Katharina Gutensohn | Ski cross | 1:21.26    | 25º        | 3º      | Não avançou | Não avançou | Não avançou | Não avançou |
| Karin Huttary       | Ski cross | 1:18.84    | 8º         | 1º      | 1º          | 1º          | 4º          | 4º          |
| Andrea Limbacher    | Ski cross | 1:20.86    | 23º        | DNF     | Não avançou | Não avançou | Não avançou | Não avançou |
| Katrin Ofner        | Ski cross | 1:20.61    | 22º        | 3º      | Não avançou | Não avançou | Não avançou | Não avançou |

Masculino
| Atleta         | Evento    | Preliminar | Preliminar | Oitavas | Quartas     | Semifinal   | Final       | Final            |
| Atleta         | Evento    | Tempo      | Pos.       | Posição | Posição     | Posição     | Posição     | Pos.             |
| -------------- | --------- | ---------- | ---------- | ------- | ----------- | ----------- | ----------- | ---------------- |
| Patrick Koller | Ski cross | 1:15.22    | 28º        | 4º      | Não avançou | Não avançou | Não avançou | Não avançou      |
| Andreas Matt   | Ski cross | 1:13.13    | 4º         | 2º      | 2º          | 2º          | 2º          | Medalha de prata |
| Markus Wittner | Ski cross | 1:15.91    | 30º        | 2º      | 4º          | Não avançou | Não avançou | Não avançou      |
| Thomas Zangerl | Ski cross | 1:13.44    | 6º         | 3º      | Não avançou | Não avançou | Não avançou | Não avançou      |

### Luge
Feminino
| Atleta          | Evento     | Final      | Final      | Final      | Final      | Final    | Final            |
| Atleta          | Evento     | 1ª corrida | 2ª corrida | 3ª corrida | 4ª corrida | Total    | Pos.             |
| --------------- | ---------- | ---------- | ---------- | ---------- | ---------- | -------- | ---------------- |
| Veronika Halder | Individual | 42.015     | 41.881     | 42.078     | 42.143     | 2:48.117 | 12º              |
| Nina Reithmayer | Individual | 41.728     | 41.563     | 41.884     | 41.839     | 2:47.014 | Medalha de prata |

Masculino
| Atleta                         | Evento     | Final      | Final      | Final      | Final      | Final    | Final           |
| Atleta                         | Evento     | 1ª corrida | 2ª corrida | 3ª corrida | 4ª corrida | Total    | Pos.            |
| ------------------------------ | ---------- | ---------- | ---------- | ---------- | ---------- | -------- | --------------- |
| Wolfgang Kindl                 | Individual | 48.707     | 48.755     | 49.080     | 48.673     | 3:15.215 | 9º              |
| Daniel Pfister                 | Individual | 48.583     | 48.707     | 48.883     | 48.553     | 3:14.726 | 6º              |
| Manuel Pfister                 | Individual | 48.677     | 48.835     | 49.064     | 48.693     | 3:15.269 | 10º             |
| Andreas Linger Wolfgang Linger | Duplas     | 41.332     | 41.373     |            |            | 1:22.705 | Medalha de ouro |
| Markus Schiegl Tobias Schiegl  | Duplas     | 41.727     | 41.801     |            |            | 1:23.528 | 8º              |

### Patinação artística
| Atleta         | Evento               | Programa curto | Programa curto | Programa livre | Programa livre | Total       | Total       |
| Atleta         | Evento               | Pontos         | Pos.           | Pontos         | Pos.           | Pontos      | Pos.        |
| -------------- | -------------------- | -------------- | -------------- | -------------- | -------------- | ----------- | ----------- |
| Miriam Ziegler | Individual feminino  | 43.84          | 26º            | Não avançou    | Não avançou    | Não avançou | Não avançou |
| Viktor Pfeifer | Individual masculino | 60.88          | 23º            | 115.05         | 20º            | 175.93      | 21º         |

### Patinação de velocidade
Feminino
| Atleta      | Evento | Final   | Final |
| Atleta      | Evento | Tempo   | Pos.  |
| ----------- | ------ | ------- | ----- |
| Anna Rokita | 1500 m | 2:02.67 | 28º   |
| Anna Rokita | 3000 m | 4:16.42 | 16º   |

### Patinação de velocidade em pista curta
Feminino
| Atleta            | Evento      | Preliminar | Preliminar | Quartas     | Quartas     | Semifinal   | Semifinal   | Final       | Final       |
| Atleta            | Evento      | Tempo      | Pos.       | Tempo       | Pos.        | Tempo       | Pos.        | Tempo       | Pos.        |
| ----------------- | ----------- | ---------- | ---------- | ----------- | ----------- | ----------- | ----------- | ----------- | ----------- |
| Veronika Windisch | 1000 metros | 1:32.775   | 3º         | Não avançou | Não avançou | Não avançou | Não avançou | Não avançou | Não avançou |
| Veronika Windisch | 1500 metros | 2:24.440   | 5º         |             |             | Não avançou | Não avançou | Não avançou | Não avançou |

### Salto de esqui
| Atleta                                                                  | Evento                  | Preliminar | Preliminar | 1ª rodada | 1ª rodada | Final  | Final  | Final             |
| Atleta                                                                  | Evento                  | Pontos     | Pos.       | Pontos    | Pos.      | Pontos | Total  | Pos.              |
| ----------------------------------------------------------------------- | ----------------------- | ---------- | ---------- | --------- | --------- | ------ | ------ | ----------------- |
| Andreas Kofler                                                          | Pista normal individual | PQ         | PQ         | 121.0     | 17º       | 120.5  | 241.5  | 19º               |
| Andreas Kofler                                                          | Pista longa individual  | PQ         | PQ         | 241.5     | 4º        | 134.0  | 261.2  | 4º                |
| Wolfgang Loitzl                                                         | Pista normal individual | PQ         | PQ         | 124.5     | 12º       | 130.5  | 255.0  | 11º               |
| Wolfgang Loitzl                                                         | Pista longa individual  | PQ         | PQ         | 124.1     | 6º        | 106.2  | 230.3  | 10º               |
| Thomas Morgenstern                                                      | Pista normal individual | PQ         | PQ         | 130.0     | 4º        | 128.5  | 258.5  | 8º                |
| Thomas Morgenstern                                                      | Pista longa individual  | PQ         | PQ         | 123.6     | 7º        | 123.1  | 246.7  | 5º                |
| Gregor Schlierenzauer                                                   | Pista normal individual | PQ         | PQ         | 128.0     | 7º        | 140.0  | 268.0  | Medalha de bronze |
| Gregor Schlierenzauer                                                   | Pista longa individual  | PQ         | PQ         | 125.4     | 5º        | 136.8  | 262.2  | Medalha de bronze |
| Wolfgang Loitzl Andreas Kofler Thomas Morgenstern Gregor Schlierenzauer | Pista longa por equipes |            |            | 547.3     | 1º        | 560.6  | 1107.9 | Medalha de ouro   |

### Skeleton
| Atleta                | Evento    | 1ª corrida | 2ª corrida | 3ª corrida | 4ª corrida | Total   | Pos. |
| --------------------- | --------- | ---------- | ---------- | ---------- | ---------- | ------- | ---- |
| Matthias Guggenberger | Masculino | 52.75      | 53.02      | 53.03      | 53.01      | 3:31.81 | 8º   |

### Snowboard
Slalom gigante paralelo
| Atleta            | Evento    | Preliminar | Preliminar | Oitavas                      | Quartas                   | Semifinal                         | Final                              | Final             |
| Atleta            | Evento    | Tempo      | Pos.       | Adversário Tempo             | Adversário Tempo          | Adversário Tempo                  | Adversário Tempo                   | Pos.              |
| ----------------- | --------- | ---------- | ---------- | ---------------------------- | ------------------------- | --------------------------------- | ---------------------------------- | ----------------- |
| Doris Günther     | Feminino  | 1:23.20    | 3º         | GER S. Jörg D +0.41          | Não avançou               | Não avançou                       | Não avançou                        | Não avançou       |
| Marion Kreiner    | Feminino  | 1:22.52    | 1º         | UKR A. Chundak V -2.29       | GER A. Karstens V -8.34   | RUS E. Ilyukhina D +0.14          | Pequena final GER S. Jörg V -2.29  | Medalha de bronze |
| Ina Meschik       | Feminino  | 1:24.51    | 11º        | FRA C. de Faucompret V -4.88 | GER S. Jörg D +0.08       | Consolação AUT C. Riegler V -0.91 | Consolação GER A. Karstens D +0.64 | 6º                |
| Claudia Riegler   | Feminino  | 1:23.74    | 7º         | JPN T. Takeuchi V -12.68     | NED N. Sauerbreij D +0.30 | Consolação AUT I. Meschik D +0.91 | Consolação GER A. Kober V DNS      | 7º                |
| Siegfried Grabner | Masculino | DNF        | DNF        | Não avançou                  | Não avançou               | Não avançou                       | Não avançou                        | Não avançou       |
| Benjamin Karl     | Masculino | 1:17.45    | 4º         | ITA A. March V -2.27         | SLO Ž. Košir V DSQ        | FRA M. Bozzetto V -2.58           | CAN J-J. Anderson D +0.35          | Medalha de prata  |
| Andreas Promegger | Masculino | 1:16.49    | 1º         | USA C. Klug D DSQ            | Não avançou               | Não avançou                       | Não avançou                        | Não avançou       |
| Ingemar Walder    | Masculino | DSQ        | DSQ        | Não avançou                  | Não avançou               | Não avançou                       | Não avançou                        | Não avançou       |

Snowboard cross
| Atleta          | Evento    | Preliminar | Preliminar | Oitavas | Quartas     | Semifinal   | Final            | Final       |
| Atleta          | Evento    | Tempo      | Pos.       | Posição | Posição     | Posição     | Posição          | Pos.        |
| --------------- | --------- | ---------- | ---------- | ------- | ----------- | ----------- | ---------------- | ----------- |
| Doresia Krings  | Feminino  | 1:28.98    | 10º        |         | 3º          | Não avançou | Não avançou      | Não avançou |
| Maria Ramberger | Feminino  | 1:33.08    | 16º        |         | 4º          | Não avançou | Não avançou      | Não avançou |
| Manuela Riegler | Feminino  | DNS        | DNS        |         | Não avançou | Não avançou | Não avançou      | Não avançou |
| Mario Fuchs     | Masculino | 1:21.53    | 5º         | 2º      | 1º          | 4º          | Pequena final 3º | 7º          |
| Lukas Gruner    | Masculino | 1:22.04    | 12º        | 1º      | 2º          | 3º          | Pequena final 2º | 6º          |
| Markus Schairer | Masculino | 1:23.33    | 21º        | 3º      | Não avançou | Não avançou | Não avançou      | Não avançou |

Legenda
| Recorde mundial      | Recorde mundial (World record)               |                       | Recorde africano                      | Recorde africano (African) |                                           | Q | Classificado por posição (Qualified) |
| Recorde olímpico     | Recorde olímpico (Olympic record)            | Recorde da América    | Recorde da América (Americas)         | q                          | Classificado por melhor tempo (Qualified) |   |                                      |
| Melhor marca do ano  | Melhor marca do ano (World leading)          | Recorde asiático      | Recorde asiático (Asian)              | DNS                        | Não largou (Did not start)                |   |                                      |
| Recorde nacional     | Recorde nacional (National record)           | Recorde europeu       | Recorde europeu (European)            | DNF                        | Não terminou (Did not finish)             |   |                                      |
| Recorde pessoal      | Recorde pessoal do atleta (Personal best)    | Recorde da Oceania    | Recorde da Oceania (Oceania)          | DSQ / DQ                   | Desclassificado (Disqualified)            |   |                                      |
| Recorde da temporada | Recorde da temporada do atleta (Season best) | Recorde sul-americano | Recorde sul-americano (South America) | NM                         | Sem marca (No mark)                       |   |                                      |